# 星光 (企業)
株式会社星光（ほしみつ、英: Hoshimitsu Co., Ltd.）は、大阪府大阪市天王寺区に本社を置き交通広告の販売および駅の行先表示器（発車標）の設計、製造を行う企業。

## 歴史
創業者である北山末吉が戦後最初の大阪府会議員となったときに、選挙区である東大阪の各駅（現在の近鉄奈良線）に振り子式時計を寄贈したところ、選挙区以外からも時計設置の依頼があった為、時計の振り子部分に店舗名・商品名を記入して協賛を募ったところから1947年に時計広告の星光が誕生した。
時計以外にも広告付きの旅客案内設備（行先表示器、駅名標、時刻表、運賃表など）を各鉄道に設置。1971年には旅客案内設備を体系化した「サインシステム」を日本の鉄道事業者としては初めてとなる阪神電鉄梅田駅へ導入。1973年から4ビットマイコンを研究し、1977年に8ビットマイコンを使用した行先表示器を開発して以降、自社でシステム開発をすることとなる。

## 行先表示器
- 光字式（行灯式）
- フィルム式（字幕回転式）
- 反転フラップ式
- LED式
- LCD式